# Sebastián Brenes
Pour les articles homonymes, voir Brenes.
Brenes  Mata est un nom espagnol. Le premier nom de famille, en général paternel, est Brenes ; le second, en général maternel, souvent omis, est Mata.
Sebastián Brenes Mata, né le 10 août 2000, est un coureur cycliste costaricien.

## Biographie
Sebastián Brenes est issu d'une famille de cyclistes. Il est le fils d'Andrés Brenes,, vainqueur du Tour du Costa Rica en 1994 et sixième du cross-country aux Jeux olympiques de 1996. Son frère aîné Carlos Andrés pratique lui aussi ce sport en compétition. 
En 2018 et 2021, il monte sur le podium des championnats panaméricains de VTT, dans le relais mixte. Il obtient également de bons résultats aux championnats nationaux. Sur route, il se distingue lors de la saison 2021 en terminant quatrième du championnat du Costa Rica chez les élites. Il devient ensuite vice-champion d'Amérique centrale en 2022, dans la discipline du VTT cross-country (short track).
En 2023, il commence à participer à davantage de compétitions sur route. Bon sprinteur, il s'impose sur la dernière étape du Tour du Guatemala. Il termine par ailleurs troisième de la dernière étape du Tour du Costa Rica. L'année suivante, il remporte une étape du Tour du Panama. Il finit aussi cinquième et meilleur costaricien du championnat panaméricain en ligne.

## Palmarès et résultats

### Palmarès par année
- 2023
  - 1re étape de la Vuelta a San Carlos
  - 10e étape du Tour du Guatemala
- 2024
  - 4e étape du Tour du Panama
  - 8e étape du Tour du Guatemala
  - 5e du championnat panaméricain sur route
- 2025
  - 1re étape du Tour de Bloom
  -  Médaillé d'argent du championnat panaméricain sur route

### Classements mondiaux
| Année            | 2021 |
| ---------------- | ---- |
| UCI America Tour | 258e |

## Palmarès en VTT

### Championnats panaméricains
- Pereira 2018
  -  Médaillé d'argent du relais mixte
- Salinas 2021
  -  Médaillé de bronze du relais mixte

### Championnats d'Amérique centrale
- Tegucigalpa 2022
  -  Médaillé d'argent du cross-country

### Championnats nationaux
- 2017
  - 2e du championnat du Costa Rica de cross-country juniors
- 2018
  - 3e du championnat du Costa Rica de cross-country juniors
- 2019
  - 2e du championnat du Costa Rica de cross-country eliminator
- 2021
  - 3e du championnat du Costa Rica de cross-country short track
- 2024
  - 3e du championnat du Costa Rica de cross-country eliminator